# 森木かれん
森木 かれん（もりき かれん、1999年9月11日 - ）は、日本の元女子バレーボール選手である。

## 来歴
広島県東広島市出身。
広島市立沼田高等学校、岐阜協立大学を経て2022年4月、V.LEAGUE DIVISION2所属のブレス浜松に入団。
2024年7月、SV.LEAGUE所属のヴィクトリーナ姫路への期限付き移籍が発表された。同年10月19日、SV.LEAGUE第2節のSAGA久光スプリングス戦で初出場を果たした。
2025年5月、2024-25シーズン限りでの現役引退が発表された。6月30日に引退選手として公示。7月にブレス浜松の事業部スタッフに就任。

## 人物
ブレス在籍時は株式会社サンヨークリーニングで勤務していた。

## 所属チーム
- 広島市立沼田高等学校（2015-2018年）
- 岐阜協立大学（2018-2022年）
- ブレス浜松（2022-2025年）
  - ヴィクトリーナ姫路（2024-2025年）